# Третий энергетический пакет
Третий энергетический пакет (англ. Third Energy Package) —  законодательство Евросоюза по либерализации газового и электрического рынков, принятое Советом ЕС и Европарламентом в июле 2009 года и вступившее в силу 3 сентября того же года. Ключевым аспектом данного пакета директив и регламентов ЕС является ограничение монополии поставщиков газа и электричества, которые блокируют поставку конкурирующих энергетических компаний за счёт владения сетями доставки к потребителям (газопроводами, ЛЭП и т.п.). Сверхзадачей теоретиков из Еврокомиссии было с помощью либерализации задать нисходящий тренд для цены на энергоносители, однако с утерей премиальности этого рынка и жёсткой конкуренцией со стороны покупателей из Азии произошло обратное: цены выросли многократно, а волатильность рынка стала существенной в конце 2021 года.

## Цель
Формально пакет законов Третьего энергопакета (ТЭП) находится в составе инициативы развития либеральных европейских ценностей, таких, как «Европа 2020», но на практике является жестким антимонопольным законодательством, которое может применяться в том числе по мотивам и целям внешней политики как разновидность санкций.
Основная юридическая цель Третьего энергопакета — не допускать ситуаций, когда монополисты, поставляющие энергоносители, блокируют доступ конкурентов к потребителям за счет владения сетями распределения (газопроводами, нефтрепроводами, ЛЭП). Если монополист владеет такими сетями, то он должен предоставить 50 % их емкости конкурентам или не пользоваться ей, или продать данные сети независимым операторам.
В случае, когда конкуренты, желающие заполнить энергосети монополиста, отсутствуют или не проявляют к ним интереса, Еврокомиссия в порядке исключения может предоставить монополисту право единоличного пользования.

## Законодательная база
Все директивы и регламенты Третьего энергетического пакета были составлены 13 июля 2009 года и опубликованы в Официальном журнале Европейского союза 14 августа 2009 года :
- Регламент (ЕС) № 713/2009 об учреждении Агентства по сотрудничеству органов регулирования энергетики [5]
- Регламент (ЕС) № 714/2009 о условиях доступа к сети для трансграничных обменов [6]
- Регламент (ЕС) № 715/2009 об условиях доступа к сетям передачи природного газа (также регулирование доступа к природному газу) [7]
- Директива (ЕС) № 72/2009 о внутреннем рынке электроэнергии [8]
- Директива (ЕС) № 73/2009 о внутреннем рынке природного газа [9]

## Практическая реализация
После вступления в силу в 2009 году руководящих принципов третьего энергопакета  государствам-членам ЕС было предоставлено полтора года, чтобы привести национальные законодательства в соответствие с ними.
На общеевропейском уровне в рамках мероприятий по реализации третьего энергопакета было создано Агентство кооперации энергетических регуляторов (англ: European Agency for the Cooperation of Energy Regulators (ACER)), а также сформированы Европейская сеть операторов электропередающих систем (англ: European Network of Transmission System Operators for Electricity (ENTSO-E)) , и Европейская сеть операторов газотранспортных систем (англ: European Network of Transmission System Operators for Gas (ENTSOG)), в чьи задачи, входят координация национальных сетевых операторов и разработка сетевых кодексов.
Кроме того, было проведено структурное реформирование вертикально-интегрированных компаний с целью отделения (англ: unbundling) от конкурентных видов деятельности (производство, продажа) естественно-монопольного (транспортировка), с целью избежания дискриминации на этапе транспортировки не аффилированных с собственником компаний.
Третий энергетический пакет предусматривает для сетевых операторов три варианта разделения:
- Оператор с разделением собственности (Ownership unbundling, OU) запрещает компаниям, осуществляющим добычу, генерацию или импорт газа и электроэнергии, контролировать или владеть мажоритарным пакетом акций распределительных сетей.
- Независимый системный оператор (Independent System Operator, ISO) позволяет вертикально-интегрированным компаниям сохранить сети в собственности, но обязует их передать активы в управление независимому системному оператору, то есть фактически лишает собственников контроля над системой транспортировки.
- Независимый оператор передачи (Independent Transmission Operator, ITO) позволяет крупным компаниям сохранить транспортные мощности и в собственности, и в управлении, но под строгим контролем.

По состоянию на март 2015 года  большинство собственников европейских энергетических сетей  – 26 компаний из 11 стран Евросоюза, - выбрали вариант независимого сетевого оператора (ITO).  22 компании из 13 стран полностью разделили собственность (OU). И 6 компаний выбрали вариант независимого системного оператора (ISO).

### Юридическая практика применения Третьего энергопакета к проектам России в ЕС
Часто упоминается как применения Третьего энергопакета ситуация с блокированием «Южного Потока», но в данном случае является неверной. Фактически «Южный Поток» был заблокирован правительством Болгарии на уровне собственного решения, а не решения ЕК, под давлением США после визита Джона Керри. ФРГ, в отличие от Болгарии, обладает достаточным весом, чтобы даже публично возражать США, поэтому практика является другой. Реально же «Южный Поток» строился вопреки желаниям ЕК и заключение юристов ЕС указывает на отсутствие прав ЕК предъявлять такие требования.
Реальное применение законодательства «третьего энергопакета» для ФРГ можно было наблюдать на примере газопровода OPAL и можно сделать следующие выводы по фактическому применению этого закона ЕС:
1. Третий энергопакет касается только эксплуатации газопроводов, но не их строительства, поэтому заблокировать строительство газопроводов он не может.
2. Третий энергопакет не запрещает даже «монополистам», таким, как Газпром, эксплуатировать 50 % мощности газопровода, другая 50 % должна быть зарезервирована для других компаний.
3. Как отмечают эксперты, Россия может выполнить требования «третьего энергопакета», проведя обсуждавшуюся в 2000—2001 годах законодательную реформу в плане ограничения монополии Газпрома на внешнеторговую деятельность с газом и допустив к 50 % оставшейся мощности другие газодобывающие компании РФ, такие, как Роснефть и Новатэк. Роснефть в 2016 году добыла более 67 млрд м3 газа[13], а Новатэк — 33 млрд м3.[14] Поэтому компании смогут без особых проблем выкупать квоту в 50 % в текущих и новых газопроводах. Фактически этот газ сейчас и продает Газпром, закупая его у этих нефтегазовых компаний и затем продавая дороже потребителям.
4. Если не имеется других поставщиков, желающих использовать газопровод, или если складывается экстренная необходимость, то ЕК разрешает использовать 100 % мощности газопровода даже «монополистам»
5. Если Газпром продаст или передаст в управление газопровод независимой компании, то третий энергопакет автоматически прекращает свое действие, но Газпром с партнерами не хотели бы терять контроля над такими активами.

В «Дорожной карте энергетического сотрудничества России и ЕС до 2050 года»,  подписанной координаторами 22 марта 2013 года, было зафиксировано четыре группы инфраструктурных и регулятивных рисков:
1. «российская сторона не будет иметь возможности поставлять газ своим покупателям в ЕС в объемах и согласно условиям, указанным, в первую очередь, в действующих и новых долгосрочных контрактах на поставку;
2. транспортировка российского газа по существующим контрактам будет дороже в рамках нового регулятивного режима, чем в рамках действующего;
3. среда для крупномасштабных инвестиций в газовую инфраструктуру останется слишком неопределенной, и ряд инвестиций в инфраструктуру могут оказаться «неокупаемыми»;
4. возможные новые потребности ЕС в импорте газа не смогут быть обеспечены на базе действующей, а достаточная новая инфраструктура не будет построена».

### Особенности применения Третьего энергопакета для внешних газопроводов
Третий энергопакет регулирует только правила, касающиеся внутреннего транзита газа между странами — членами ЕС. Поэтому газопровод OPAL попал под регуляцию этого законодательства. Мнение большинства стран Западной Европы, что Третий энергопакет не регулирует внешние газопроводы для ЕС и особенно морские 28 сентября 2017 года юридический отдел Совета ЕС подготовил заключение, что в рамках текущего варианта законодательства о «Третьем энергетическом пакете» Еврокомиссия не обладает полномочиями, чтобы вводить какие-либо правила или требовать переговоров об объекте, находящемся вне территории ЕС.
Alan Riley, профессор европейского права, для EUobserver разобрал основные пункты заключения юристов Совета ЕС:
1. Текущее законодательство ЕС применимо к газопроводам между странами-членами ЕС, но не применимо для внешних поставщиков. Alan Riley отмечает, что этот вывод юристов Совета ЕС отчасти ставит под сомнения законность действий Еврокомиссии ранее относительно «Южного Потока» и может привести к далеко идущим последствиям не только для «Северного Потока — 2», но и для других газопроводов из России в ЕС.
2. Заключение энергетического отдела Еврокомиссии с аргументами об энергобезопасности ЕС, по мнению юристов Совета ЕС, не содержит юридически значимых доказательств такой опасности.
3. Юристы Совета ЕС указывают, что разрешение на экспортные трубопроводы для Еврокомиссии не упоминаются в законах ЕС, следовательно, этот вопрос вне компетенции ЕК.
4. Юристы Совета ЕС считают недоказанными и даже «логически ошибочными» рассуждения Еврокомиссии о том, что новые маршруты газа усиливают зависимость от поставщика, в то время как логично предположить повышение надежности поставок в случае сбоев работы транзитеров. Alan Riley отмечает, что этот вывод «ошеломляющий» и подрывает прежнюю позицию ряда органов ЕС от том, что эксплуатация газопроводов стран Восточной Европы для снабжения Западной Европы защищает страны Восточной Европы от отключения их Газпромом в случае споров о транзите газа. Позиция юристов Совета ЕС фактически выразилась в том, что транзитеры газа сами представляют основной риск газоснабжению и угрозу энергетической безопасности ЕС.

## Критика
Несмотря на то, что официальной целью законодательства является снижение цен на энергоносители, цены монополистов при крупных оптовых контрактах часто существенно ниже спотовой цены на газовых хабах. Кроме этого, практика закупок на "газовой бирже" не гарантирует стабильного снабжения и свободный  к продаже газ может там отсутствовать, в то время как монополисты обычно гарантируют объемы поставок. Также очень часто не находится реальных конкурентов монополистам и 50 % газопровода пустует, что наносит большой ущерб потребителям газа, так как обычно они оплачивают создание газовой инфраструктуры для своего подключения.
Наиболее известным и парадоксальным примером применения Третьего энергопакета является ситуация с простоем 50 % газопровода OPAL, что нанесло большие убытки немецким компаниям и Еврокомиссия была вынуждена ввести газопровод в "исключения" из закона. Однако несколько лет немецкие энергетические компании просто не могли пользоваться 50 % всего имущества и никаких других поставщиков газа не находилось.

## Судебная практика по "Третьему энергопакету"
Реальная судебная практика по Третьему энергопакету невелика. Реально он применялся относительно споров вокруг газопровода OPAL, где Польша проиграла дело в Европейском суде ЕС с попыткой применить ограничение на 50% мощности для Газпрома. Однако обозреватели указывают, что вероятны судебные разбирательства в будущем.
Авторитетная немецкая деловая газета Handelsblatt пишет, что в случае, если Еврокомиссия будет искать "лазейки" для изменения или применения Третьего энергопакета вне рамок своей компетенции и без разрешения на то Совета Евросоюза и с ущербом интересам Германии, то ФРГ подаст иск в Европейский Суд на Еврокомиссию.
Польша, в свою очередь, не соглашается с выводами юристов Совета ЕС о невозможности применения закона к морским газопроводам и подготовила собственное обоснование по возможности применения "третьего энергопакета" к ним, что также может закончиться разбирательством в Европейском Суде